# Окоп (село)
 Тази статия е за селото в Ямболска област.  За военното съоръжение вижте окоп.  
Око̀п е село в Югоизточна България. То се намира в община Тунджа, област Ямбол.

## География
Селото се намира на 8 km южно от град Ямбол, на самия път за град Елхово.

## История
Старото име на селото е Инджексарли.

## Религии
В село Окоп 99% от населението изповядва източноправославна религия и 1% са евангелисти

## Редовни събития
- Събор на селото – 24 май

## Личности
- Румен Малчев (р. 1970), художник
- Щилиян Молдуванов – „Чоньо“ (1929 – 1998), дългогодишен председател на ТКЗС
- Димитър Йовчев (1919 – ?), български политик от БКПП